# Заколот у космосі
«Заколот у космосі» або «Напад на Купол 4» (англ. Assault on Dome 4) — американський телевізійний фантастичний бойовик 1996 року.

## Сюжет
Далеке майбутнє. Космічного миротворця Чейза Морана судять за порушення субординації і перевищення повноважень, які спричинили людські жертви. Як же все це сталося? Моррану дали відпустку, і він вирушив на якусь планету, де працювала його дружина. Туди ж прилетів найнебезпечніший злочинець Алекс Віндом, який втік з марсіанської в'язниці з групою ув'язнених, щоб захопити біологічну зброю для знищення світу. І тепер Чейзу доведеться протистояти групі космічних терористів, щоб врятувати свою дружину, а також весь світ.

## У ролях
| Актор                  | Роль                            |
| ---------------------- | ------------------------------- |
| Джозеф Калп            | Чейз Моран                      |
| Брюс Кемпбелл          | Алекс Віндом                    |
| Жослін Сігрейв         | Лілі Моран, дружина Чейза       |
| Брайон Джеймс          | Голова                          |
| Рей Бейкер             | Ден Блок, начальник штабу       |
| Джек Ненс              | Меллоу                          |
| Марк Брінглсон         | Зигмунд, поплічник Віндома      |
| Джеймс Лью             | Квейд, поплічник Віндома        |
| Джей Арлен Джонс       | горлоріз 1                      |
| Рудольф Вебер          | горлоріз 2                      |
| Меттью Чонтос          | горлоріз 3 / вартівник 3        |
| Шоун Хоффман           | вартівник 1                     |
| Брендон Скотт Петерсон | вартівник 2                     |
| Майкл Отері            | Боб Боуен, адміністратор        |
| Б.Дж. Барі             | Джей Ді                         |
| Девід Дюран            | Майк                            |
| Алекс Шаклін           | член ради безпеки               |
| Девід Тресс            | PC7 начальник в'язниці на Марсі |